# 저먼윙스
저먼윙스 게엠베하(독일어: Germanwings GmbH)는 독일의 저비용 항공사로 루프트한자의 자회사로 베를린 쇠네펠트 공항, 도르트문트 공항, 슈투트가르트 공항, 쾰른 본 공항, 하노버 공항을 허브로 운영하였다.

## 개요
이 회사는 유로윙스가 100% 출자를 하면서 2002년 10월 27일에 설립했다. 2005년 12월에 에어버스 A319-100 항공기를 주문했으며 2004년 겨울부터 2005년까지 보잉 717를 임대해 운항하기도 했다. 2009년 1월 유로윙스와 함께 루프트한자에 인수되어 운영되었으나 2020년 4월 7일, 코로나19 사태로 운영을 중단, 파산처리 하였다.

## 보유 기종
- 2020년 4월 7일, 운항중단 전까지 기준으로 저먼윙스 항공은 다음과 같은 기종을 보유하고 있었다.[1]

## 사건 및 사고
- 저먼윙스 9525편 추락 사고

## 같이 보기
- 루프트한자